# Zanik wieloukładowy
Zanik wieloukładowy (ang. multiple system atrophy, MSA) – niejednorodna grupa chorób charakteryzujących się współwystępowaniem cech zespołu parkinsonowskiego, móżdżkowego i piramidowego, a także zaburzeń wegetatywnych. 
Należą tu zespół Shy’a-Dragera, zanik oliwkowo-mostowo-móżdżkowy, zwyrodnienie prążkowiowoczarne. Obecnie wyróżnia się trzy formy zaniku wielopostaciowego: 
- postać przebiegającą z dominującymi objawami parkinsonowskimi (MSA-P)
- postać przebiegającą z dominującymi objawami móżdżkowymi (MSA-C)
- postać przebiegająca z dominującymi objawami autonomicznymi (MSA-A) – zespół Shy′a-Dragera

## Różnicowanie
W diagnostyce różnicowej postaci MSA-P należy uwzględnić:
- chorobę Parkinsona
- wtórne zespoły parkinsonowskie
- zespoły parkinsonizm-plus
- chorobę Creutzfeldta-Jakoba

Różnicowanie MSA-C powinno uwzględnić:
- guzy ośrodkowego układu nerwowego
- zespoły paraneoplastyczne
- zakażenia ośrodkowego układu nerwowego
- choroby demielinizacyjne
- choroby metaboliczne
- urazy czaszkowo-mózgowe.